# Міка Шпиляк
Міка Шпиляк (хорв. Mika Špiljak; нар. 28 листопада 1916, Одра-Сисацька — пом. 18 травня 2007, Загреб) — югославський і хорватський комуністичний діяч, політик, мер Загреба (1949—1950), голова Виконавчого віча (уряду) СР Хорватії (1963—1967), голова Президії СФРЮ (1983—1984), голова Союзного виконавчого віча СФРЮ (1967—1969). Народний герой Югославії. Почесний громадянин Загреба.

## Життєпис
Народився біля Сісака, в тодішньому Королівстві Хорватія і Славонія. Його батько Драгутин був залізничником. 
У 16-річному віці почав працювати. 1938 року вступив до лав комуністичної партії, а протягом Другої світової війни воював у партизанських загонах. Після війни був мером хорватської столиці. У 1960-х рр. послідовно керував урядом комуністичної Хорватії та комуністичної Югославії. У 1984—1986 рр. був секретарем ЦК Союзу комуністів Хорватії. Відкривав Зимові Олімпійські ігри 1984. Нагороджений орденом Народного героя Югославії.
Помер 2007 року у 90-річному віці. Підданий кремації в Загребі.